# Luis Miguel Salvador
Luis Miguel Salvador (* 26. Februar 1968 in Mexiko-Stadt) ist ein ehemaliger mexikanischer Fußballspieler auf der Position des Stürmers. Derzeit ist er im Management seines Exvereins CF Monterrey tätig.

## Leben

### Verein
Salvador begann seine Profikarriere in der Saison 1989/90 bei seinem Heimatverein Atlante, mit dem er in der Saison 1992/93 die mexikanische Meisterschaft gewann. Nach sechs Jahren bei Atlante wechselte er 1995 zum CF Monterrey. Nach zwei Jahren bei den Rayados unterschrieb er bei Atlético Celaya, wo er für die folgenden zweieinhalb Jahre bis Ende 1999 unter Vertrag stand. In der Winterpause der Saison 1999/00 kehrte er zurück zu seinen Wurzeln und ließ seine aktive Karriere im Torneo Clausura 2000 bei Atlante ausklingen.

### Nationalmannschaft
Sein Debüt im Dress der mexikanischen Nationalmannschaft feierte Salvador am 10. Februar 1993 beim 2:0-Sieg gegen Rumänien. Seinen letzten Länderspieleinsatz absolvierte er am 17. Juli 1995 in einer torlosen Begegnung mit den USA.
Sein erstes Länderspieltor erzielte Salvador in einem am 29. Juni 1993 ausgetragenen Spiel gegen Costa Rica, das mit 2:0 gewonnen wurde. Sein erfolgreichstes Länderspiel war die Begegnung mit Jamaika (6:1) am 22. Juli 1993, als ihm drei Tore gelangen.
Höhepunkt seiner Nationalmannschaftskarriere war die Teilnahme an der Fußball-Weltmeisterschaft 1994, bei der er im Vorrundenspiel gegen Irland (2:1) zum Einsatz kam, in das er zehn Minuten vor dem Ende für Carlos Hermosillo eingewechselt wurde.

## Erfolge
- Mexikanischer Meister: 1992/93